# Jesse Edwards
Jesse David Edwards, född 18 mars 2000 i Amsterdam, är en nederländsk professionell basketspelare (C) som spelar för Minnesota Timberwolves i National Basketball Association (NBA).
Han blev aldrig NBA-draftad.
Innan Edwards blev proffs studerade han först vid Syracuse University och spelade för deras idrottsförening Syracuse Orange. Han blev senare överförd till West Virginia University för spel i West Virginia Mountaineers.